# Psilopa desmata
Psilopa desmata är en tvåvingeart som beskrevs av Samuel Wendell Williston  1896. Psilopa desmata ingår i släktet Psilopa och familjen vattenflugor. Inga underarter finns listade i Catalogue of Life.